# Estremoz
Estremoz é uma cidade portuguesa no distrito de Évora, na região do Alentejo, sub-região do Alentejo Central e com 6 635 habitantes (2021).
Esta cidade é sede do Município de Estremoz com 513,80 km² de área e 12 683 habitantes (2021), subdividido em nove freguesias. O município é limitado a norte pelos municípios de Sousel e Fronteira, a nordeste por Monforte, a sueste por Borba, a sul pelo Redondo e a oeste por Évora e por Arraiolos.
É conhecida internacionalmente pelas suas jazidas de mármore branco, o chamado Mármore de Estremoz. A exploração do mármore de Estremoz tem uma origem muito antiga, como comprova o Templo romano de Évora, que contém mármore originário de Estremoz. Está também presente no altar-mor da Catedral de Évora.
A Estremoz foi concedida a distinção de «Notável Vila», atribuída pelos reis de Portugal a muitas das suas vilas; foi elevada à categoria de cidade em 1926.

## Toponímia
A origem do topónimo «Estremoz» é incerta, porém, a sua antiguidade remonta já ao século XIII. Num documento de 1258 refere-se já à localidade como Stremoz.

### Lenda etiológica
Na tradição popular portuguesa, há a lenda de que o nome «Estremoz» terá provindo de um campo de tremoceiros, no meio do qual um grupo de desterrados se teria refugiado, para pernoitar, tendo decidido, posteriormente, fixar-se naquele local.  Nalgumas versões da lenda, reza que os desterrados proviriam de Castelo Branco e que o episódio teria ocorrido no reinado de D. Afonso III.
Noutras versões da lenda, esmiúça-se que se trataria de uma só família de desterrados, condenados injustamente, e que em vez de um campo de tremoceiros, só encontraram um único tremoceiro de grandes dimensões, onde se abrigar durante a noite. Tendo sido confrontados na manhã seguinte, pelo dono das terras, que os pretendia escorraçar. Sem embargo, conseguiram valer-se da força do seu bom carácter, para convencer o proprietário a que os deixasse lá ficar.
Qualquer que seja a versão da lenda, todas desaguam num final comum, os desterrados acabam por fixar-se naquele lugar e por fundar uma povoação. Subsequentemente, pediram ao rei que lhes concedesse um foral e que no brasão figurassem as coisas que tinham primeiramente encontrado naquela terra: o sol, a lua, as estrelas e o tremoceiro.
Sendo que o nome «Estremoz», nos conformes desta lenda popular, derivaria da palavra tremoço, nalgumas versões inclusive aventa-se que a versão medieval do nome da terra seria a palavra «Estremoços», num esforço apócrifo para estabelecer o nexo etimológico.

## História
Em 1336, a Rainha Santa Isabel, então com 65 anos, deslocou-se a Estremoz desde o convento franciscano em Coimbra onde se tinha recolhido após a morte de D. Dinis, seu marido, de modo a evitar uma guerra entre o seu filho Afonso IV e o rei de Castela Afonso XI. Afonso IV declarou guerra a Afonso XI pelos maus tratos que este infligia à sua esposa D. Maria (filha do rei português). A Rainha Santa Isabel colocou-se entre os dois exércitos desavindos, e de novo evitou a guerra tal como tinha acontecido em 1323 na batalha de Alvalade, entre as tropas de D. Dinis e as de D. Afonso IV. A enciclopédia do D.N. diz que a Rainha Santa faleceu nesta data.
Estremoz foi o local de falecimento do rei D. Pedro I, em 1367, no convento dos franciscanos.
Na crise de 1383-1385, foi uma das cidades que se revoltaram no Alentejo a favor de João de Aviz, pouco depois do assassínio do Conde de Andeiro em Lisboa. Foi nas proximidades de Estremoz que se deu a primeira batalha entre portugueses e castelhanos à época, a batalha dos Atoleiros, ganha pelos primeiros sob o comando de D. Nuno Álvares Pereira.
Em 1659, foi em Estremoz que o exército português se reuniu às ordens de D. António Luís de Meneses, conde de Cantanhede, para socorrer Elvas, que se encontrava cercada por um exército espanhol, comandado por D. Luís de Haro. De ali partiram para derrotar os espanhóis na Batalha das Linhas de Elvas, tendo causado enormes baixas aos seus adversários.
Em 1663 o exército espanhol, comandado por D. João de Áustria e o exército português, comandado pelos condes de Vila Flor e de Schomberg defrontaram-se nos campos de Ameixial a 5 km de Estremoz. O exército espanhol tinha acabado de conquistar Évora. Era constituído por 3000 cavaleiros e 2000 homens a pé, sendo este um dos mais perigosos ataques espanhóis durante a guerra da Restauração. Depois da batalha, o exército espanhol retirou para Badajoz.
Em Fevereiro de 1821, Mouzinho da Silveira foi encarregado da diligência de arrecadação da Fazenda em Estremoz.

## Estremocenses ilustres
- D. Afonso I (1377-1461), Duque de Bragança.
- D. Francisco de Melo (1597-1691), 1° Conde de Assumar, militar, político e diplomata ao serviço de Espanha, Vice-Rei da Catalunha em 1645.
- Ana María Rosa Martins Gomes, política.
- António Augusto Namorado de Aguiar (1882-1945), militar e político.
- António Henriques da Silveira (1725-1811), juiz e escritor.
- António Lúcio Magessi Tavares (1806-1877), militar e escritor.
- António Pais de Sande (1622-1695), administrador colonial.
- António de Spínola (1910-1996), militar e político, foi o décimo quarto Presidente da República Portuguesa.
- António Véstia da Silva (1941-2017), político, professor e advogado.
- Armando José Ruivo Alves, pintor.
- Carmen Balesteros (1961-2013), historiadora.
- Carolina Mendes, futebolista.
- João Baptista Gomes, compositor Renascentista.
- João Luís da Graça Zagallo Vieira da Silva (1916-1979), veterinário e político.
- João Mendes Sachetti Barbosa (1714-1774), médico.
- Joaquim Carriço, artesão.
- Joaquim José Vermelho (1927-2002), jornalista e poeta.
- Joaquim Murale (n. 1953), romancista, poeta e dramaturgo.
- José Gomes Palmeiro da Costa (1922-2010), político e engenheiro.
- José António Freire de Andrade (1708—1784), 2º conde de Bobadela, Tenente-General de cavalaria e 6º governador da capitania de Minas Gerais.
- João de Sousa Carvalho (1745-1798), compositor e músico do século XVIII.
- João Schwalbach (1774-1874), nascido Johann Schwalbach, primeiro e único barão e visconde de Setúbal, mais conhecido por General Schwalbach.
- José Gonçalez, fadista.
- Cap. Vítor Cordon (1851-1901), explorador africano e oficial subalterno do exército.
- Alfredo Cortês (1880-1946), dramaturgo e magistrado.
- Tomás de Aquino Carmelo Alcaide (1901-1967), tenor lírico.
- Manuel Félix Ribeiro (1906-1982), jornalista, crítico e investigador cinematográfico.[10]
- Rita Rato (n. 1983), política.
- Rogério Ribeiro (1930-2008), artista plástico.
- Sabina Santos (1921-2005), ceramista.
- Teodora Cardoso (1942-2023), economista.
- Gen. António de Spínola (1910-1996), oficial general do exército, político e décimo quarto presidente da República Portuguesa.
- Coronel Mário Tomé (n. 1940), oficial superior do exército e político.
- Vítor Augusto Brinquete Bento, economista e membro do Conselho de Estado.
- José Maldonado Cortes (n.1938), veterano cavaleiro tauromáquico .
- Crispim António Marchante Cebola (n.1936), importante mestre de obras de origens pobres. Construiu grande parte dos edifícios que existem actualmente em Estremoz.
- José do Nascimento Dias Sena (1953-1994) ultimo presidente da Câmara Municipal de Estremoz que faleceu no exercício do cargo.
- José Rodrigues Tocha (1850 - 1923), professor e engenheiro, presidente da Câmara Municipal de Estremoz.

## Freguesias

Freguesias do município de Estremoz

Desde a reorganização administrativa de 2012/2013, o município de Estremoz está dividido em 9 freguesias:
- Ameixial (Santa Vitória e São Bento)
- Arcos
- Estremoz (Santa Maria e Santo André)
- Évora Monte
- Glória
- São Bento do Cortiço e Santo Estêvão
- São Domingos de Ana Loura
- São Lourenço de Mamporcão e São Bento de Ana Loura
- Veiros

## Evolução da população do município
De acordo com os dados avançados pelo INE o distrito de Évora registou em 2021 um decréscimo populacional na ordem dos 8.5% relativamente aos resultados do censo de 2011. No concelho de Estemoz esse decréscimo rondou os 11.4%. 
| Número de habitantes ★ | Número de habitantes ★ | Número de habitantes ★ | Número de habitantes ★ | Número de habitantes ★ | Número de habitantes ★ | Número de habitantes ★ | Número de habitantes ★ | Número de habitantes ★ | Número de habitantes ★ | Número de habitantes ★ | Número de habitantes ★ | Número de habitantes ★ | Número de habitantes ★ | Número de habitantes ★ | Número de habitantes ★ |
| ---------------------- | ---------------------- | ---------------------- | ---------------------- | ---------------------- | ---------------------- | ---------------------- | ---------------------- | ---------------------- | ---------------------- | ---------------------- | ---------------------- | ---------------------- | ---------------------- | ---------------------- | ---------------------- |
| 1864                   | 1878                   | 1890                   | 1900                   | 1911                   | 1920                   | 1930                   | 1940                   | 1950                   | 1960                   | 1970                   | 1981                   | 1991                   | 2001                   | 2011                   | 2021                   |
| 13 310                 | 14 675                 | 15 151                 | 16 238                 | 18 142                 | 19 190                 | 20 550                 | 23 372                 | 24 488                 | 23 201                 | 19 222                 | 18 073                 | 15 461                 | 15 672                 | 14 318                 | 12 680                 |

★  Número de habitantes "residentes", ou seja, que tinham a residência oficial neste município à data em que os censos  se realizaram.
| Número de habitantes por Grupo Etário ★★ | Número de habitantes por Grupo Etário ★★ | Número de habitantes por Grupo Etário ★★ | Número de habitantes por Grupo Etário ★★ | Número de habitantes por Grupo Etário ★★ | Número de habitantes por Grupo Etário ★★ | Número de habitantes por Grupo Etário ★★ | Número de habitantes por Grupo Etário ★★ | Número de habitantes por Grupo Etário ★★ | Número de habitantes por Grupo Etário ★★ | Número de habitantes por Grupo Etário ★★ | Número de habitantes por Grupo Etário ★★ | Número de habitantes por Grupo Etário ★★ | Número de habitantes por Grupo Etário ★★ |
| ---------------------------------------- | ---------------------------------------- | ---------------------------------------- | ---------------------------------------- | ---------------------------------------- | ---------------------------------------- | ---------------------------------------- | ---------------------------------------- | ---------------------------------------- | ---------------------------------------- | ---------------------------------------- | ---------------------------------------- | ---------------------------------------- | ---------------------------------------- |
|                                          | 1900                                     | 1911                                     | 1920                                     | 1930                                     | 1940                                     | 1950                                     | 1960                                     | 1970                                     | 1981                                     | 1991                                     | 2001                                     | 2011                                     | 2021                                     |
| 0-14 Anos                                | 4 744                                    | 5 915                                    | 5 969                                    | 6 610                                    | 7 057                                    | 6 253                                    | 5 109                                    | 4 175                                    | 3 435                                    | 2 333                                    | 2 099                                    | 1 666                                    | 1 448                                    |
| 15-24 Anos                               | 3 248                                    | 3 105                                    | 3 581                                    | 4 263                                    | 4 446                                    | 4 844                                    | 3 922                                    | 2 380                                    | 2 394                                    | 2 069                                    | 1 870                                    | 1 426                                    | 1 136                                    |
| 25-64 Anos                               | 7 589                                    | 7 807                                    | 8 276                                    | 9 291                                    | 10 299                                   | 11 500                                   | 12 205                                   | 10 155                                   | 9 146                                    | 7 848                                    | 7 670                                    | 7 144                                    | 6 413                                    |
| = ou > 65 Anos                           | 990                                      | 1 077                                    | 1 012                                    | 1 205                                    | 1 468                                    | 1 716                                    | 1 965                                    | 2 340                                    | 3 098                                    | 3 211                                    | 4 033                                    | 4 082                                    | 3 683                                    |

★★ De 1900 a 1950 os dados referem-se à população "de facto", ou seja, que estava presente no município à data em que os censos se realizaram. Daí que se registem algumas diferenças relativamente à designada população residente)

## Política

### Eleições autárquicas[13]
| Data | %            | V            | %       | V       | %     | V     | %              | V      | %              | V      | %              | V       | %              | V   | %              | V         | %    | V   | %       | V       | %    | V  | %   | V   | %   | V   | %              | V | %   | V   | Participação |                |
| Data | FEPU/APU/CDU | FEPU/APU/CDU | CDS-PP  | CDS-PP  | PS    | PS    | AD             | AD     | UDP/BE         | UDP/BE | PPD/PSD        | PPD/PSD | PPM            | PPM | PCTP/MRPP      | PCTP/MRPP | GCE  | GCE | PSD/CDS | PSD/CDS | CH   | CH | NC  | NC  | MPT | MPT | A              | A | RIR | RIR | Participação |                |
| ---- | ------------ | ------------ | ------- | ------- | ----- | ----- | -------------- | ------ | -------------- | ------ | -------------- | ------- | -------------- | --- | -------------- | --------- | ---- | --- | ------- | ------- | ---- | -- | --- | --- | --- | --- | -------------- | - | --- | --- | ------------ | -------------- |
| Data | 1976         | 38,90        | 3       | 31,31   | 2     | 25,24 | 2              |        |                |        |                |         |                |     |                |           |      |     |         |         |      |    |     |     |     |     |                |   |     |     |              | 70,41 / 100,00 |
| 1979 | 48,92        | 4            | AD      | AD      | 9,64  | -     | 38,04          | 3      | 1,09           | -      | AD             | AD      | AD             | AD  | 81,25 / 100,00 |           |      |     |         |         |      |    |     |     |     |     |                |   |     |     |              |                |
| 1982 | 45,41        | 4            | AD      | AD      | 17,76 | 1     | 32,22          | 2      |                |        | AD             | AD      | AD             | AD  | 75,54 / 100,00 |           |      |     |         |         |      |    |     |     |     |     |                |   |     |     |              |                |
| 1985 | 45,87        | 3            |         |         | 49,70 | 4     |                |        |                |        |                |         | 70,01 / 100,00 |     |                |           |      |     |         |         |      |    |     |     |     |     |                |   |     |     |              |                |
| 1989 | 27,60        | 2            | 39,27   | 3       | 28,88 | 2     | 67,32 / 100,00 |        |                |        |                |         |                |     |                |           |      |     |         |         |      |    |     |     |     |     |                |   |     |     |              |                |
| 1993 | 34,94        | 3            | 4,05    | -       | 23,56 | 2     | 33,33          | 2      | 67,83 / 100,00 |        |                |         |                |     |                |           |      |     |         |         |      |    |     |     |     |     |                |   |     |     |              |                |
| 1997 | 42,92        | 4            | 1,76    | -       | 20,98 | 1     | 26,60          | 2      | 2,95           | -      | 66,17 / 100,00 |         |                |     |                |           |      |     |         |         |      |    |     |     |     |     |                |   |     |     |              |                |
| 2001 | 38,32        | 3            | 2,84    | -       | 26,59 | 2     | 2,78           | -      | 25,35          | 2      |                |         | 62,34 / 100,00 |     |                |           |      |     |         |         |      |    |     |     |     |     |                |   |     |     |              |                |
| 2005 | 33,24        | 3            | 2,28    | -       | 34,11 | 3     | 1,38           | -      | 19,54          | 1      | 5,22           | -       | 62,38 / 100,00 |     |                |           |      |     |         |         |      |    |     |     |     |     |                |   |     |     |              |                |
| 2009 | 10,43        | -            | 1,82    | -       | 32,09 | 3     | 1,26           | -      | 10,96          | 1      | 40,03          | 3       | 67,37 / 100,00 |     |                |           |      |     |         |         |      |    |     |     |     |     |                |   |     |     |              |                |
| 2013 | 8,46         | -            | 1,33    | -       | 28,20 | 2     |                |        | 5,12           | -      | 51,35          | 5       | 60,06 / 100,00 |     |                |           |      |     |         |         |      |    |     |     |     |     |                |   |     |     |              |                |
| 2017 | 8,62         | -            | PPD/PSD | PPD/PSD | 31,72 | 3     | CDS-PP         | CDS-PP | 48,25          | 4      | 6,71           | -       | 60,14 / 100,00 |     |                |           |      |     |         |         |      |    |     |     |     |     |                |   |     |     |              |                |
| 2021 | 7,69         | -            | AD      | AD      | 35,32 | 3     | 9,23           | 1      | AD             | AD     | AD             | AD      | 33,19          | 3   |                |           | 4,80 | -   | 4,70    | -       | 2,06 | -  | MPT | MPT | MPT | MPT | 59,35 / 100,00 |   |     |     |              |                |

### Eleições legislativas
| Data | %     | %     | %     | %     | %     | %        | %     | %     | %     | %     | %    | %   | %       | % | %  | %  |
| Data | PS    | PCP   | CDS   | PSD   | UDP   | APU/ CDU | AD    | FRS   | PRD   | PSN   | BE   | PAN | PSD CDS | L | CH | IL |
| ---- | ----- | ----- | ----- | ----- | ----- | -------- | ----- | ----- | ----- | ----- | ---- | --- | ------- | - | -- | -- |
| 1976 | 36,14 | 29,81 | 11,84 | 11,07 | 2,45  |          |       |       |       |       |      |     |         |   |    |    |
| 1979 | 17,80 | APU   | AD    | AD    | 2,19  | 39,13    | 33,80 |       |       |       |      |     |         |   |    |    |
| 1980 | FRS   | APU   | AD    | AD    | 1,30  | 36,62    | 36,69 | 19,14 |       |       |      |     |         |   |    |    |
| 1983 | 23,68 | APU   | 6,44  | 24,55 | 0,98  | 39,09    |       |       |       |       |      |     |         |   |    |    |
| 1985 | 12,56 | APU   | 4,18  | 26,38 | 1,11  | 29,94    | 19,03 |       |       |       |      |     |         |   |    |    |
| 1987 | 14,56 | CDU   | 3,07  | 41,42 | 0,65  | 24,04    | 9,37  |       |       |       |      |     |         |   |    |    |
| 1991 | 24,22 | CDU   | 3,25  | 45,36 |       | 16,40    | 1,03  | 1,56  |       |       |      |     |         |   |    |    |
| 1995 | 43,55 | CDU   | 7,18  | 26,86 | 0,85  | 16,76    |       |       |       |       |      |     |         |   |    |    |
| 1999 | 47,44 | CDU   | 6,12  | 24,88 |       | 15,56    | 0,27  | 1,37  |       |       |      |     |         |   |    |    |
| 2002 | 42,91 | CDU   | 5,44  | 32,34 | 13,56 |          | 1,87  |       |       |       |      |     |         |   |    |    |
| 2005 | 51,36 | CDU   | 4,88  | 22,15 | 12,91 | 4,23     |       |       |       |       |      |     |         |   |    |    |
| 2009 | 36,21 | CDU   | 7,79  | 26,03 | 13,66 | 9,59     |       |       |       |       |      |     |         |   |    |    |
| 2011 | 30,96 | CDU   | 10,18 | 34,24 | 13,25 | 4,03     | 0,75  |       |       |       |      |     |         |   |    |    |
| 2015 | 38,90 | CDU   | PSD   | CDS   | 12,99 | 8,77     | 0,73  | 31,38 | 0,26  |       |      |     |         |   |    |    |
| 2019 | 40,66 | CDU   | 3,84  | 22,51 | 10,25 | 8,92     | 1,85  |       | 0,49  | 3,32  | 0,54 |     |         |   |    |    |
| 2022 | 44,96 | CDU   | 0,81  | 25,05 | 8,25  | 3,32     | 0,73  | 0,48  | 11,59 | 2,28  |      |     |         |   |    |    |
| 2024 | 31,63 | CDU   | AD    | AD    | 6,85  | 25,42    | 3,85  | 0,74  | 1,30  | 23,93 | 1,72 |     |         |   |    |    |

## Património classificado
Monumentos Nacionais
Lista de monumentos:
- Capela de D. Fradique de Portugal
- Casa do Alcaide-Mor
- Castelo de Evoramonte
- Claustro do Convento das Maltesas ou Claustro da Misericórdia de Estremoz
- Conjunto Monumental da Alcáçova de Estremoz
  - Capela da Rainha Santa Isabel
  - Castelo de Estremoz
  - Torres da Couraça
  - Muralhas Medievais
    - Porta da Frandina
    - Porta de Santarém
- Capela de Nossa Senhora dos Mártires
- Igreja de São Francisco, compreendendo o túmulo de Esteves Gatuz
- Padrão da Batalha do Ameixial
- Pelourinho de Estremoz
- Portas e Baluartes da 2ª linha de fortificações (século XII)
  - Porta de Évora
  - Porta de Santa Catarina
  - Porta de Santo António
  - Porta dos Currais
  - Villa lusitano-romana de Santa Vitória do Ameixial ou Villa de Santa Vitória do Ameixial

### Imóveis de Interesse Público
Lista de imóveis de interesse público:
- Café Águias de Ouro
- Castelo de Veiros
- Convento dos Congregados
- Palácio dos Henriques ou Palácio Tocha
- Cruzeiro de São Francisco de Estremoz
- Cruzeiro da Misericórdia de Estremoz
- Igreja de São Pedro de Evoramonte
- Igreja de Santa Maria
- Igreja Matriz de Veiros
- Pelourinho de Evoramonte
- Pelourinho de Veiros
- Pelourinho do Canal

### Imóveis de Interesse Municipal
Lista de imóveis de interesse municipal:
- Páteo dos Solares
- Teatro Bernardim Ribeiro

## Património não classificado
Lista de patrimônios não classificados:
- Antas da Serra D'Ossa
- Assento Real
- Bairro de Santiago
- Cadeia Manuelina
- Calçada portuguesa de Estremoz
- Atalaia das Casas Novas, ou da Frandina
- Ermida de Nossa Senhora da Conceição ou Capela de Nossa Senhora da Conceição
- Capela de Nossa Senhora da Conceição de Veiros
- Capelas dos Passos
- Chafariz de Santo Estêvão de Evoramonte
- Convento de Nossa Senhora da Consolação
- Ermida de Nossa Senhora da Cabeça
- Ermida de São Brás de Evoramonte
- Fonte dos Currais
- Fonte das Bicas
- Fonte do Espírito Santo
- Hospital da Misericórdia
- Hospital Real de São João de Deus
- Igreja de Santo André
- Igreja de São Bento do Cortiço
- Igreja de São Bento do Ameixial
- Igreja de São Lourenço do Mamporcão
- Igreja de Santo António de Arcos
- Lago do Gadanha
- Paços do Concelho de Evoramonte
- Paços do Concelho de Veiros
- Paços do Concelho Medievais
- Paiol de pólvora de Santa Bárbara
- Palácio dos Coutinhos de Veiros
- Palácio dos Marqueses da Praia e Monforte
- Palácio Reynolds
- Ponte Velha de Veiros
- Tanque dos Mouros
- Mosteiro de Santo Antão de Vale de Infante da Serra D'Ossa

## Museus e outras Instituições Culturais
- Museu Municipal Prof. Joaquim Vermelho
- Museu Casa Agrícola José M. Matos Cortes
- Museu de Arte Sacra
- Museu do Bombeiro
- Museu do Regimento de Cavalaria Nº3
- Museu Ferroviário de Estremoz
- Museu Rural
- Centro Ciência Viva de Estremoz
- Museu Itinerante de Arte e Cultura Medieval
- Museu da Farmácia Carapeta & Irmão
- Museu da Escola de Veiros
- Biblioteca Municipal de Estremoz
- Casa da Cultura de Estremoz
- Arquivo Histórico Municipal de Estremoz

## Educação
- Escola Básica do 1º Ciclo nº1 de Estremoz
- Escola Básica do 1º Ciclo nº2 de Estremoz
- Escola Básica do 1º Ciclo de São Bento do Cortiço
- Escola Básica do 1º Ciclo de Veiros
- Escola Básica do 1º Ciclo da Glória
- Escola Básica 2,3 Sebastião da Gama
- Escola Secundária/3 da Rainha Santa Isabel de Estremoz
- Escola Profissional da Região Alentejo - Pólo de Estremoz
- Centro de Formação Novas Oportunidades de Estremoz
- Agrupamento de Escolas de Estremoz
- Externato Rainha Santa Isabel de Estremoz (Creche, Pré-Escolar e 1º Ciclo)

## Associações Culturais, Artísticas e Desportivas
Lista de associações culturais, artísticas e desportivas:
- Sociedade Filarmónica Artística Estremocense
- Sociedade Recreativa Popular Estremocense
- IAC - Associação Internacional da Consciência
- Liga dos Combatentes - Sub-agência de Estremoz
- LACE - Liga dos Amigos do Castelo de Évora Monte
- Sociedade Filarmónica Lusitana de Estremoz
- ETMOZ - Associação Etnográfica e Cultural de Estremoz
- Grupo de Recriação Histórica "al-Morabitun"
- Sociedade Histórica "MINERARTE"
- Clube de Futebol de Estremoz
- Moto-club de Estremoz
- Clube Amador de Pesca Desportiva de Estremoz
- Grupo "O Pedal"
- ARCA - Associação Recreativa e Cultural de Arcos
- Associação Cultura, Desportiva e Recreativa de Evoramonte
- Associação Desportiva e Cultural de S. Domingos
- Associação Filatélica Alentejana
- GINARTE - Associação Cultural e Desportiva de Estremoz
- Grupo Folclórico "A Convenção" de Evoramonte
- Orfeão de Estremoz Tomaz Alcaide
- Rancho Folclórico "As Azeitoneiras" de São Bento do Cortiço
- Rancho Folclórico "Rosas de Maio", de Veiros
- Sociedade Filarmónica Veirense
- AJES - Associação Juvenil de Estremoz

## Geminações
- Zafra,  Estremadura, Espanha, desde 1987[23]